# Hymn Turkmenistanu
Garaşsyz, Bitarap, Türkmenistanyň Döwlet Gimni (Hymn Państwowy Niepodległego, Neutralnego Turkmenistanu) – hymn państwowy Turkmenistanu przyjęty w 1997 roku. Muzykę do zbiorowego tekstu skomponował Welimuhammet Muhadow, zaś oryginalne słowa były autorstwa prezydenta republiki, Saparmyrat Nyýazowa. Nyýazow zmarł 21 grudnia 2006 roku, a dwa lata po jego śmierci parlament uchwalił zmiany w tekście – wszystkie odwołania do Turkmenbaszy zostały zastąpione odwołaniami do narodu.

## Aktualne słowa
| Garaşsyz, Bitarap, Türkmenistanyň Döwlet Gimni Janym gurban sana, erkana ýurdum Mert pederleň ruhy bardyr könülde. Bitarap, Garaşsyz topragyn nurdur Baýdagyn belentdir dünýan önünde. Halkyň guran baky beýik binasy Berkarar döwletim, jigerim - janym. Başlaryň täji sen, diller senasy Dünýä dursun, sen dur, Türkmenistanym! Gardaşdyr tireler, amandyr iller Owal-ahyr birdir bizin ganymyz. Harasatlar almaz, syndyrmaz siller Nesiller döş gerip gorar şanymyz. Halkyň guran baky beýik binasy Berkarar döwletim, jigerim - janym. Başlaryň täji sen, diller senasy, Dünýä dursun, sen dur, Türkmenistanym! | Hymn Państwowy Niepodległego, Neutralnego Turkmenistanu Jestem gotów oddać życie za ojczyste serce, Za ducha przodków, który rozsławił potomków, Moja ziemia jest święta, moja flaga powiewa w świecie, Powiewa symbol wielkiego, neutralnego kraju! Wieczne, wielkie dzieło ludzkich rąk, Ojczysta ziemia, suwerenne państwo, Turkmenistanie, światło i pieśni duszy Długo żyj i rozkwitaj na zawsze! Mój naród jest zjednoczony i w żyłach plemion Krew przodków płynie, nie umierając Burze i nieszczęścia czasów niestraszne są nam Zwiększajmy naszą sławę i honor! Wieczne, wielkie dzieło ludzkich rąk, Ojczysta ziemia, suwerenne państwo, Turkmenistanie, światło i pieśni duszy Długo żyj i rozkwitaj na zawsze! |

## Słowa z lat 1997-2008
| Garaşsyz, Bitarap,Türkmenistanyň Döwlet Gimni Türkmenbaşyň guran beýik binasy Berkarar döwletim, jigerim - janym. Başlaryň täji sen, diller senasy Dünýä dursun, sen dur, Türkmenistanym! Janym gurban sana, erkana ýurdum Mert pederleň ruhy bardyr könülde. Bitarap, Garaşsyz topragyn nurdur Baýdagyn belentdir dünýan önünde. Türkmenbaşyň guran beýik binasy Berkarar döwletim, jigerim - janym. Başlaryň täji sen, diller senasy Dünýä dursun, sen dur, Türkmenistanym! Gardaşdyr tireler, amandyr iller Owal-ahyr birdir bizin ganymyz. Harasatlar almaz, syndyrmaz siller Nesiller döş gerip gorar şanymyz. Türkmenbaşyň guran beýik binasy, Berkarar döwletim, jigerim - janym. Başlaryň täji sen, diller senasy, Dünýä dursun, sen dur, Türkmenistanym! Arkamdyr bu daglar, penamdyr düzler Ykbalym, namysym, togabym, Watan! Sana şek ýetirse, kör bolsun gözler Geçmişim, geljegim, dowamym, Watan! | Hymn Państwowy Niepodległego, Neutralnego Turkmenistanu Wielkie są dzieła Turkmenbaszy, Własność narodu, suwerenny kraj, Turkmenistan - światło i pieśń duszy. Na wieki wieków żyj i rozkwitaj! Życie jestem gotów oddać za naród, Duch odważnych przodków dał sławę potomkom. Moja ziemia jest święta. Moja flaga powiewa w świecie – Symbol wielkiego, neutralnego kraju. Wielkie są dzieła Turkmenbaszy, Własność narodu, suwerenny kraj, Turkmenistan - światło i pieśń duszy. Na wieki wieków żyj i rozkwitaj! Jedyny mój naród, a w żyłach Naszych przodków krew niezamierającym strumieniem. Nie straszne nam burze, niezgody czas Obronimy i pomnożymy sławę i honor. Wielkie są dzieła Turkmenbaszy, Własność narodu, suwerenny kraj, Turkmenistan - światło i pieśń duszy. Na wieki wieków żyj i rozkwitaj! I góry i rzeki i piękno stepu, Miłość i przebaczenie są moim objawieniem. Za złe słowo na Ciebie pozwolę się oślepić, Ojczyzno przodków, których jestem przedłużeniem. |